# Sanktionsrecht
Das Sanktionsrecht (oder: Sanktionenrecht) gestaltet die staatliche Reaktion mittels Repression (Zwang) gegenüber dem Bürger. Es beschränkt sich nicht allein auf strafrechtliche Reaktionen, sondern kann auch im Zivilrecht und im Verwaltungsrecht Bedeutung erlangen.
Das moderne Sanktionsrecht verweigert sich mit Blick auf die Menschenwürde weitgehend der Anprangerung und der Körperstrafe. Inzwischen ist auch die Todesstrafe in weiten Teilen der Welt, insbesondere in Europa, zurückgedrängt (vgl. das 6. und 13. Zusatzprotokoll zur Europäischen Menschenrechtskonvention). In einigen Staaten nimmt die Befürwortung der Todesstrafe wiederum zu.
Das Sanktionsrecht ist sozialpsychologisch geprägt. Es verfolgt unterschiedliche Zwecke, die individuell unterschiedlich stark ausgeprägt sein können.

## Grundlagen
Das Sanktionsrecht ist grundsätzlich zweckorientiert. Es ist der Abschluss der formellen Sozialkontrolle in Bezug auf einen einzelnen Vorgang.

### Zweck und Sinn des Sanktionsrechts

#### Sühneausgleich
Der Sühneausgleich (oder Schuldausgleich) ist ein strafrechtlicher Aspekt, der auch nur in diesem Zusammenhang eine Rolle spielt. Der Sühneausgleich ist die Auferlegung von Strafe auf den Einzelnen für das Unrecht, das er der Gesellschaft angetan hat. Der Sühneausgleich soll den Rechtsfrieden (und damit eher nicht Gerechtigkeit) bewirken. Der Sühneausgleich wird den absoluten Straftheorien zugeordnet.

#### Abschreckung
Sanktionen sollen eine abschreckende Funktion haben. Je höher die Sanktionsandrohung für rechtlich missbilligtes Verhalten daher ist, desto größer soll auch die Abschreckung gegenüber der Gesellschaft selbst, aber auch gegenüber dem Einzelnen wie auch dem Rechtsbrecher sein, dass er kein weiteres Mal das Recht bricht. Untersuchungen haben dabei jedoch ergeben, dass dies nur teilweise zutrifft. Zwar lassen sich normbewusste Bürger durchaus von Sanktionsdrohungen abschrecken, bei weniger normtreuen ist dies nicht festzustellen. Selbst wenn Vergehen noch mit drastischen Strafen bedroht werden, wird damit Kriminalität nicht ausgelöscht. Insbesondere ist die Todesstrafe nicht geeignet, vor schwerwiegenden Straftaten zu schützen. Die Abschreckung der Allgemeinheit wird als negative Generalprävention, die des Einzelnen als negative Spezialprävention bezeichnet. Sie sind der relativen Straftheorie zuzuordnen.

#### Besserung und Normverstärkung
Sanktionen sollen insbesondere auf strafrechtlicher Ebene auch positive Effekte erzielen. Bei stationären Maßnahmen wie Inhaftierung spielt Resozialisierung eine gewichtige Rolle. Grundsätzlich soll dies dem Sanktionsbetroffenen die Gelegenheit geben, zukünftig ein Leben als rechtschaffener Bürger führen zu können. Zugleich soll die Allgemeinheit durch die Durchsetzung der Norm in ihrem Normbewusstsein gestärkt werden. Bezogen auf die Allgemeinheit wird dies als positive Generalprävention, bezogen auf das Individuum als positive Spezialprävention bezeichnet. Diese sind der relativen Straftheorie zuzuordnen.

#### Sicherung
Grundsätzlich wird insbesondere mit so genannten stationären Sanktionen (Inhaftierung, Verwahrung oder Unterbringung) auch die Sicherung der Allgemeinheit bezweckt. Gefährliche Personen sollen für die Dauer ihrer Sanktion unschädlich sein. Daneben kommen aber auch Maßnahmen wie die Einziehung gefährlicher Gegenstände oder Tiere in Betracht.

### Sanktionsbedürfnisse
Grundsätzlich wird das Sanktionsrecht von einem natürlichen Strafbedürfnis (Punitivität) in der Bevölkerung getragen. Das Bedürfnis nach Sanktionen ist nach empirischen Befunden von zahlreichen Faktoren bestimmt. Nicht nur persönliche Merkmale wie Geschlecht, Alter und soziale Verhältnisse sind dabei von Bedeutung. In den USA wurde nachgewiesen, dass auch Schwarze und Weiße unterschiedliche Sanktionsbedürfnisse haben. Der Einfluss der Medien wird unterschiedlich diskutiert. Die Auswirkungen im Sanktionsbedürfnis haben in der Regel auch Auswirkungen auf den Gesetzgebungsprozess, sodass sie Parameter für ein liberales oder eher restriktiveres Sanktionsrecht sein können.

### Machtaspekte
Das Sanktionsrecht soll schließlich auch der Disziplinierung dienen und bildet im Rahmen der Kette der formalen Sozialkontrolle ein wichtiges Glied. Es soll zugleich auch die Funktionsfähigkeit des Staates gegenüber dem Bürger gewährleisten.

## Strafrecht
Die bedeutendste Rolle nimmt die Sanktion im Strafrecht ein. In frühester Zeit wurde das Sanktionsrecht bereits durch die biblischen Spiegelstrafen "Auge um Auge, Zahn um Zahn" limitiert. Der Strafanspruch wurde begrenzt. Der Schuldausgleich stand dabei im Vordergrund. Freiheits- und Geldstrafen tauchen nur vereinzelt auf. Todes- und Leibstrafen ziehen sich bis in die Zeiten der Industrialisierung hin. Allein im germanischen Recht entwickelte sich ein Bußtaxensystem, das für bestimmte Delikte Geldstrafen vorsah. Das Sanktionsrecht war ein Klassenrecht. Vermögende konnten sich frei kaufen, der Rest erwartete Folter und Erniedrigung.
Das moderne Strafrecht verzichtet auf tiefe Eingriffe gegen Leib und Leben. Der Strafkatalog kennt in der Regel nur die Freiheitsentziehung und die Geldstrafe. In den meisten Staaten ist inzwischen auch die Arbeitsstrafe abgeschafft. 
Zusätzlich werden häufig sog. Nebenstrafen verhängt. Fahrverbote, Vermögensstrafen und sanktionsähnliche Nebenfolgen können den Bürger in seiner finanziellen und persönlichen Freiheit häufig geeigneter einschränken als die Inhaftierung.
Der wesentliche Aspekt des Sanktionsrechts im Rahmen des Strafrechts ist der der Strafzumessung. Dabei ist für den jeweiligen Einzelfall die angemessene Sanktion zu finden und zu bilden.

## Formen von Sanktionen im österreichischen Strafrecht
- Strafen (Geld-, Freiheits-, Ersatzfreiheitsstrafe, Schuldspruch ohne bzw. unter Vorbehalt der Strafe)
- Rechtsfolgen (beispielsweise Amtsverlust)
- vorbeugende Maßnahmen (2011 neu dazugekommen: Berufs- und Tätigkeitsverbot für Sexualstraftäter)
- vermögensrechtliche Anordnungen (Abschöpfung, Verfall)
- Verbandsgeldbuße nach dem VbVG
- auf eigener Reaktionsschiene: Diversion

## Öffentliches Recht

### Verwaltungsrecht
Das Verwaltungsrecht gewährleistet die Funktionsfähigkeit des Staates. Einerseits bietet es im Rahmen der sog. Ordnungswidrigkeiten, bei geringeren Verfehlungen, die nicht die Qualität von Straftaten erreichen mit finanziellen Sanktionen (Geldbußen) repressive Maßnahmen gegen den Bürger zu ergreifen. Ersatzweise kann Haft im Rahmen von Zwangshaft angeordnet werden. Daneben sind in abgestufter Form auch die Nebensanktionen des Strafrechts denkbar.

### Prozessrecht
Im Rahmen des Prozessrechts können gegen die Beteiligten Ordnungsmittel verhängt werden. Diese haben Sanktionscharakter.

### Völkerrecht
Die Völkergemeinschaft kennt aus dem Völkergewohnheitsrecht zahlreiche Mittel der Sanktion. von großer Bedeutung ist dabei Kapitel VII der UN-Charta über die Gewaltanwendung zwischen den Völkern. Sanktionen sind nicht allgemein durchsetzbar, sondern hängen von den Befindlichkeiten von Nationen ab, sodass von einem Sanktionsrechtsregime im engeren Sinne nicht gesprochen werden kann.

## Zivilrecht
Das Zivilrecht kennt eigentlich keine Sanktionen. Die Entwicklung des Schmerzensgeldes über den Schadensersatz hinaus hat auch in den kontinentaleuropäischen Ländern eine Sühne- und Genugtuungsfunktion für den einzelnen erfahren. Im angelsächsischen Rechtskreis wurde die Figur der „punitive damages“ entwickelt. Dabei wird der zivilrechtliche Rechtsbruch mit einem „Strafschadensersatz“ belegt.

## Einzelne Staaten

### Deutschland
In Deutschland ist das Sanktionsrecht grundsätzlich Bundesrecht. Die wesentlichen Kodifikationen sind das Strafgesetzbuch und das Strafvollzugsgesetz. Die Zweispurigkeit des Strafrechts führt dazu, dass neben Strafen auch Maßregeln schuldunabhängig verhängt werden können. Diese Maßregeln wie Unterbringung in einer Erziehungsanstalt oder in einem psychiatrischen Krankenhaus oder Sicherungsverwahrung verfolgen nur präventive Zwecke. Sie werden von dem Betroffenen wegen ihres Zwangscharakters als Sanktionen empfunden. Der Maßregelvollzug wird durch Landesrecht geregelt.